# Patersdorf
Patersdorf là một đô thị ở huyện Regen bang Bayern thuộc nước Đức.

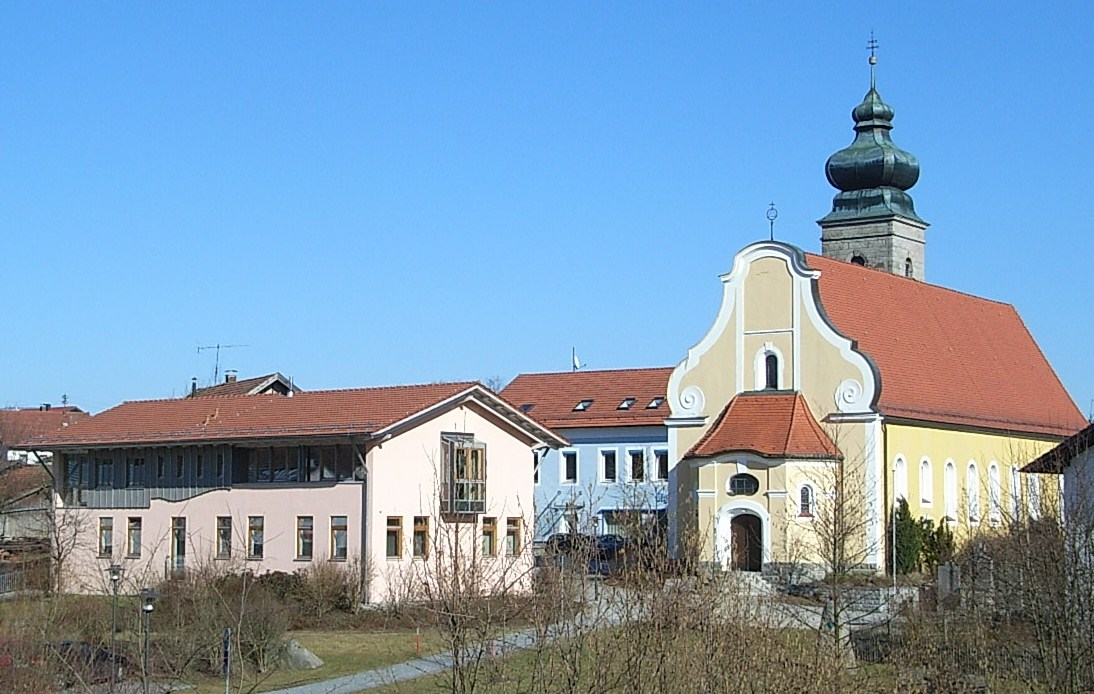
Patersdorf town hall (left) and the St Martin Parish Church (right) viewed from the south-west